# Alcis picata
Alcis picata là một loài bướm đêm trong họ Geometridae.